# گمینا کراسنوبرود
گمینا کراسنوبرود (به لهستانی:  Gmina Krasnobród) یک گمینا در لهستان است که در شهرستان زاموشتش واقع شده‌است. گمینا کراسنوبرود ۱۲۴٫۸۵ کیلومتر مربع مساحت و ۷٬۲۴۳ نفر جمعیت دارد.